# Kamil Omar Kuraszkiewicz
Kamil Omar Kuraszkiewicz (ur. 1971 w Świdnicy) – polski archeolog, egiptolog, jeden z laureatów pierwszej edycji Stypendiów Polityki – „Zostańcie z nami”. Od 1996 roku stały członek misji archeologicznej w Sakkarze. Do 2014 roku adiunkt w Zakładzie Archeologii Egiptu Instytutu Archeologii UW, obecnie adiunkt w Sekcji Egiptologii Zakładu Wschodu Starożytnego (Wydział Orientalistyczny UW).
Prowadził zajęcia m.in. z języka egipskiego, epigrafiki, historii starożytnego Egiptu. Specjalizuje się w badaniach nad materiałem inskrybowanym. W 2000 r. pod kierunkiem dr hab. Krzysztofa Winnickiego napisał pracę Święto Sed, rytuał odnowienia władzy królewskiej w Egipcie. Studia nad ikonografią, ideologią i aspektem historycznym uzyskując stopień doktorski. W 2014 na podstawie rozprawy Saqqara V.1: Old Kingdom Structures between the Step Pyramid Complex and the Dry Moat. Architecture and Development of the Necropolis uzyskał stopień doktora habilitowanego.